# Kuznečnoe
Kuznečnoe (finlandese Kaarlahti) è una cittadina della Russia europea nordoccidentale, situata nella oblast' di Leningrado (rajon Priozerskij).
Sorge presso le sponde nordoccidentali del lago Ladoga, non lontano dal confine finlandese. Nei pressi della cittadina è attiva un'importante cava di granito.